# Schöllkrippen
Schöllkrippen település Németországban, azon belül Bajorországban. Lakosainak száma 4338 fő (2023. december 31.). Schöllkrippen Schöllkrippener Forst, Kleinkahl, Sommerkahl, Westerngrund, Geiselbach, Krombach (Unterfranken) és Blankenbach községekkel határos.

## Népesség
A település népessége az elmúlt években az alábbi módon változott:
| Lakosok száma | 847  | 1662 | 2537 | 3197 | 4103 | 4136 | 4197 | 4223 | 4331 | 4338 |
|               | 1875 | 1950 | 1975 | 1987 | 2012 | 2014 | 2016 | 2017 | 2021 | 2023 |